# Aeroportul Lüliang
Aeroportul Lüliang (IATA: LLV, ICAO: ZBLL) este un aeroport din Fangshan County⁠(d), Lüliang⁠(d), Shanxi, Republica Populară Chineză ce deservește zona Lüliang⁠(d). Aeroportul a fost tranzitat în 2022 de 214.809 pasageri. A fost deschis în 26 ianuarie 2014 și numit după zona deservită.
aeroportul dispune de o singură pistă.